# 碘化锌
碘化锌（化学式：ZnI2）是锌的碘化物，为无色晶体或白色粉末，有碘析出时会发黄。

## 性质
无色晶体，容易从空气中吸水。很易溶于水，可溶于乙醇、丙酮和液氨，微溶于乙醚。二水合物和四水合物是已知的，熔点分别为27°C和−7°C。氨合物分别具有 6、5、4 和 2 分子氨。碘化锌的固体和熔体的导电性均较差。
在1150°C左右时，碘化锌蒸气开始分解为锌（或一碘化锌）和碘。它比其他卤化物更为活泼。加热时可被氢气还原。室温下与氧和水反应，生成氧化锌和碘。露置于空气中见光析出碘变为棕色。加热时与氧作用或在室温下与二氧化氮作用也得到同样的产物。它能将硫酸还原为二氧化硫，并放出碘。
水溶液中存在如下微粒：八面体型的[Zn(H2O)6]2+、[ZnI(H2O)5]+ 和四面体型的 ZnI2(H2O)2、ZnI3(H2O)−、ZnI42−。
正常生成的晶体中包含着由碘形成的六配位锌，在层型结构中呈六方密堆积（碘化镉型结构）或立方密堆积（氯化镉型结构）。四方晶系的碘化锌的晶体结构与氯化锌和溴化锌相同，锌为四配位，四个锌碘四面体共用三个顶点形成 {\displaystyle {\rm {\ Zn_{4}I_{10}}}} 的结构单元，类似于十氧化四磷的结构。
对电子衍射光谱和红外光谱研究表明，碘化锌在气相中为线性分子，Zn-I 键长 238 pm。

## 制取
- 可由锌和碘一起加热或在水溶液中反应[4] 制得。

- 更好的方法是把碘的乙醚溶液，在锌存在的条件下进行回流，[5] 然后在减压条件下，温热产物以除去乙醚，最后在400℃升华制取碘化锌。

{\displaystyle {\rm {\ Zn+I_{2}\rightarrow ZnI_{2}}}}
- 由碘化钡与硫酸锌溶液作用而制得。

{\displaystyle {\rm {\ BaI_{2}+ZnSO_{4}\rightarrow BaSO_{4}\downarrow +ZnI_{2}}}}

## 用途
用作有机合成催化剂、防腐剂、电解液 和分析试剂等。与四氧化锇联用可用于电镜观察的染色，该方法称为碘化锌-锇酸染色法。